# Patrice Fontanarosa
Pour les articles homonymes, voir Fontanarosa.
 (avril 2019).
Si vous disposez d'ouvrages ou d'articles de référence ou si vous connaissez des sites web de qualité traitant du thème abordé ici, merci de compléter l'article en donnant les références utiles à sa vérifiabilité et en les liant à la section « Notes et références ».
Patrice Fontanarosa, né à Paris le 4 septembre 1942, est un violoniste français, fils aîné des artistes peintres Lucien Fontanarosa (1912-1975) et Annette Faive-Fontanarosa (1911-1988). Il est marié avec la harpiste Marielle Nordmann.
Il a formé le Trio Fontanarosa avec sa sœur Frédérique Fontanarosa, pianiste, et leur frère Renaud Fontanarosa, violoncelliste.

## Études
- 1959, Conservatoire de Paris, Premier Prix de violon.

## Parcours
- Violon solo des Virtuosi di Roma
- 1976 à 1985, violon solo de l'Orchestre national de France
- Directeur musical de l’Orchestre des Pays de Savoie lors de sa création en 1984
- Violoniste du Trio Fontanarosa

## Enseignement
- Professeur au Conservatoire de Paris
- Professeur à la Schola Cantorum de Paris

## Prix internationaux et récompenses
- Villa Lobos à Rio de Janeiro
- Enescu à Bucarest
- Kreisler à Liège
- 1965, 6e prix du Concours Long-Thibaud-Crespin à Paris
- Ginette Neveu à Paris
- 1967, 3e Prix Concours international de violon Niccolò Paganini à Gênes
- 1995, Victoire de la musique du Meilleur Soliste instrumental pour le disque Le Violon de l'Opéra

## Acteur
Cinéma
- 1971 : Jo de Jean Girault : le violoniste

- 1985 : l'Effrontée de Claude Miller : le chef d'orchestre (non cité)

Télévision
- 1975 : Les Compagnons d'Eleusis de Claude Grinberg

## Discographie
- Camille Saint-Saëns, Concerto pour violon et orchestre no 1, La Muse et le Poète, Patrice Fontanarosa, violon, Ensemble orchestral de Paris, dir Jean-Jacques Kantorow. CD EMI classics 1994.